# Daniela Veronesi
Daniela Veronesi (* 13. Juni 1972 in Parma) ist eine ehemalige Straßenradrennfahrerin und Mountainbikerin aus San Marino und Italien.

## Sportlicher Werdegang
1996 begann die internationale Radsportlaufbahn von Daniele Veronesi mit ihrem Start bei den Straßenweltmeisterschaften in Lugano, wo sie im Straßenrennen Rang 54 belegte. Im Jahr darauf wurde sie bei der Straßen-WM 27. und 1998 belegte sie Platz 49. Im Jahr 1999 gewann sie eine Etappe sowie die Bergwertung des Giro d’Italia Donne; in der Gesamtwertung wurde sie Dritte. 2000 gewann sie eine Bergetappe des Grande Boucle Féminine, den Aufstieg zum Ballon d’Alsace. Bei der Emakumeen Bira 2000 wurde sie Zweite der Gesamtwertung. 2001 gewann sie eine weitere Etappe beim Giro d’Italia Donne.
2009 in Zypern sowie 2011 in Liechtenstein gewann Veronesi bei den Spielen der kleinen Staaten von Europa die Mountainbike-Rennen.
Nach einigen Jahren sportlicher Inaktivität wechselte Daniela Veronesi, die beide Staatsangehörigkeiten besitzt, 2011 vom san-marinesischen Radsportverband zum italienischen Verband FCI. In der Folge wurde sie 2012, 2012 und 2014 italienische Meisterin im Mountainbike-Marathon. 2015, im Alter von 43 Jahren, trat sie vom aktiven Radsport zurück. Zu diesem Zeitpunkt hatte sie bereits drei Enkelkinder. Sie bestritt ihr letztes Rennen bei den Mountainbike-Marathon-Weltmeisterschaften in Gröden und wurde Zehnte.

## Nach dem Radsport
2021 wurde Daniela Veronesi gemeinsam mit den ehemaligen Fahrerinnen Dalia Muccioli und Gabriella Pregnolato in die technische Kommission des FCI berufen. Beruflich unterrichtet sie Sport und ist Dozentin am Studienzentrum der FCI (Stand 2021).

## Ehrungen
- 1999: Medaglia d'Oro des Nationalen Olympischen Komitees von San Marino[6]

## Erfolge

### Straße
1999
- eine Etappe und Bergwertung Giro d’Italia Donne

2000
- eine Etappe Grande Boucle Féminine

2001
- eine Etappe Giro d’Italia Donne

### Mountainbike
2011
- – Marathon

2012
- – Marathon

2014
- – Marathon